# Bernd Meurer
Bernd Meurer  (* 11. Februar 1935 in Leipzig; † 17. Dezember 2011 in Darmstadt) war ein deutscher Architekt und Hochschullehrer, der auch als Gestalter und Autor wirkte.

## Leben und Wirken
Bernd Meurer absolvierte in den 1950er Jahren eine Lehre als Bauzeichner und war kurzzeitig im Architekturbüro von Ernst Neufert in Darmstadt angestellt. Ab 1956 studierte er an der Hochschule für Gestaltung Ulm (HfG) und erwarb in der Abteilung Industrialisiertes Bauen mit einer Arbeit über „Bausysteme für Bauwerke des Straßenfahrzeugverkehrs“ sein Diplom. Anschließend war er bis 1961 als Assistent mit Lehrberechtigung an der HfG tätig.
Auf die Jahre in Ulm folgten Lehr- und Arbeitsverhältnisse im In- und Ausland, bis Meurer 1972 eine Professur im Fachbereich Gestaltung im Fachgebiet Industriedesign an der Fachhochschule Darmstadt übernahm. Dort lehrte er bis zu seiner Emeritierung im Jahr 2000. Zusammen mit Hartmut Vinçon verfasste Bernd Meurer 1983 das Buch Industrielle Ästhetik, eine Analyse zur Wechselwirkung von gestalterischem und politischem Fortschritt.
Ab 1990 realisierte Meurer zusammen mit Regine Halter das Konzept des „Laboratoriums der Zivilisation“. In den beiden von Bernd Meurer herausgegebenen Bänden Die Zukunft des Raumes und Die prozessuale Stadt sind die Ergebnisse der Gespräche mit ehemaligen Ulmern und Darmstädter Kollegen über die Zukunft des Gebrauchs, über globales Denken und regionales Handeln dokumentiert.

## Schriften
- (mit Hartmut Vinçon, als Hrsg.): Kritik der Alltagskultur. Verlag Ästhetik und Kommunikation, Berlin 1979.
- (mit Hartmut Vinçon): Industrielle Ästhetik. Zur Geschichte und Theorie der Gestaltung. Anabas-Verlag, Gießen 1983, ISBN 3-87038-083-7.
- (als Hrsg.): Bernhard Rübenach: der rechte winkel von ulm. Verlag der Georg Büchner Buchhandlung, Darmstadt 1987, ISBN 3-925376-12-7.
- (als Hrsg.): Die Zukunft des Raumes. Campus-Verlag, Frankfurt am Main 1994, ISBN 3-593-35061-0.
- (als Hrsg.): Die prozessuale Stadt. Ergebnisse und Folgen. (12. Darmstädter Gespräch) Jürgen Häusser Verlag, Darmstadt 1999, ISBN 3-89552-062-4.